# Magnus II de Brunswick-Lunebourg
Pour les articles homonymes, voir Magnus.
Magnus II (1328 – 25 juillet 1373), dit « au Collier » (Torquatus), est prince de Brunswick-Wolfenbüttel et de Lunebourg de 1369 à sa mort.

## Biographie
Fils de Magnus Ier de Brunswick-Wolfenbüttel, il est également l'héritier désigné de Guillaume II de Brunswick-Lunebourg, qui n'a pas de fils. Les deux hommes meurent en 1369, et Magnus hérite des deux principautés. Toutefois, l'empereur Charles IV considère que le Lunebourg revient à l'empire avec l'extinction de sa lignée, et il l'attribue aux princes ascaniens Albert et Venceslas de Saxe-Wittemberg. Magnus refuse de s'effacer : c'est le début de la guerre de succession du Lunebourg.
En 1370, plusieurs villes, dont Lauenbourg, Uelzen et Hanovre, font acte d'allégeance aux Ascaniens, même si Magnus II parvient non sans peine à conserver parmi ses alliés la ville de Brunswick. Il est tué au combat à Leveste le 25 juillet 1373.

## Descendance
En 1356, Magnus II épouse Catherine (morte en 1390), fille du prince Bernard III d'Anhalt-Bernbourg. Dix enfants sont nés de cette union :
- Catherine-Élisabeth de Brunswick-Lunebourg, épouse en 1391 le comte Gérard VI de Holstein ;
- Frédéric Ier (1357-1400), prince de Brunswick-Wolfenbüttel ;
- Bernard Ier (1358-1434), prince de Brunswick-Wolfenbüttel et de Lunebourg ;
- Henri Ier (mort en 1416), prince de Brunswick-Wolfenbüttel et de Lunebourg ;
- Agnès (morte en 1410), épouse en 1371 le duc Albert Ier de Brunswick-Grubenhagen ;
- Hélène, épouse en 1396 le comte Éric Ier de Hoya ;
- Élisabeth (morte en 1420), épouse le comte Maurice IV d'Oldenbourg ;
- Agnès (vers 1356 - vers 1434), épouse en 1416 le comte Albert III de Mecklembourg ;
- Sophie (1358-1416), épouse en 1373 le duc Éric IV de Saxe-Lauenbourg ;
- Mathilde (née en 1370), épouse le comte Othon III de Hoya ;
- Othon (mort en 1406), archevêque de Brême.